# Weymouth Wildcats
Weymouth Wildcats es un equipo de motocicleta speedway basado en Weymotuh, Inglaterra que hacen carreras en la Liga Nacional.
Wildcats ganaron el primer Conference League Championship en su historia en 2008.

## Escuadrones de Wildcat
- Tom Brown
- Byron Bekker
- Adam McKinna
- James Cockle
- Luke Chessell
- Richard Andrews
- Karl Mason